# Старая Николаевка (Курская область)
Ста́рая Никола́евка — деревня в Рыльском районе Курской области. Входит в состав Студенокского сельсовета.

## География
Деревня находится в 135 км западнее Курска, в 28,5 км западнее районного центра — города Рыльск, в 6 км от центра сельсовета — Студенок. В 0,5 км проходит государственная граница с Украиной.
Климат
Старая Николаевка, как и весь район, расположена в поясе умеренно континентального климата с тёплым летом и относительно тёплой зимой (Dfb в классификации Кёппена).

## Население
| 2002 | 2010 |
| ---- | ---- |
| 26   | ↘7   |

## Инфраструктура
Личное подсобное хозяйство. В деревне 37 домов.

## Транспорт
Старая Николаевка находится в 9,5 км от автодороги регионального значения 38К-017 (Курск — Льгов — Рыльск — граница с Украиной), в 6 км от автодороги межмуниципального значения 38Н-352 (38К-017 — Гниловка), в 4,5 км от автодороги 38Н-353 (38Н-352 — Слободка-Ивановка), в 2,5 км от ближайшего ж/д остановочного пункта Гудово (линия Хутор-Михайловский — Ворожба).
В 190 км от аэропорта имени В. Г. Шухова (недалеко от Белгорода).